# Eliot A. Cohen
Eliot A. Cohen (3 de abril de 1956) es profesor en la Paul H. Nitze School of Advanced International Studies (SAIS) de la Universidad Johns Hopkins. Es director del departamento de Estudios Estratégicos. Miembro del Project for the New American Century y "uno de los pocos maestros en la Academia en tratar la historia militar como un campo serio" de acuerdo a la International Law scholar Ruth Wedgwood.

## Obras seleccionadas
- Citizens and Soldiers: The Dilemmas of Military Service (1985)
- Military Misfortunes : The Anatomy of Failure in War, Free Press, 1990, ISBN 0-02-906060-5.
- Con Thomas A. Keaney, Gulf War Air Power Survey Summary Report, United States Government Printing, 1993, ISBN 0-16-041950-6. (Note that the full report has four parts.)
- Con Keaney, Revolution in Warfare?: Air Power in the Persian Gulf, Naval Institute Press, 1995, ISBN 1-55750-131-9
- Knives, Tanks, and Missiles: Israel's Security Revolution, Washington Institute for Near East Policy, 1998, ISBN 0-944029-72-8.
- Editor con John Bayliss, et al. Strategy in the Contemporary World: Introduction to Strategic Studies, Oxford University Press, 2002, ISBN 0-19-878273-X.
- Con Andrew Bacevich, War Over Kosovo, Columbia University Press, 2002, ISBN 0-231-12482-1.
- Supreme Command: Soldiers, Statesmen, and Leadership in Wartime, Free Press, 2002, ISBN 0-7432-3049-3.